# Tractat de Cadeix
El tractat de Cadeix és un tractat de pau signat al voltant del 1285 aC entre els imperis hitita i egipci. És el primer tractat diplomàtic del qual se'n té constància escrita, i va ser formalitzat entre el faraó Ramsés II i el rei Hattusilis III, setze anys després de la batalla de Cadeix que va enfrontar ambdós regnes. Es van fer dues còpies del tractat. Una, en jeroglífic egipci, i l'altre, en hitita-acadi, i totes dues han sobreviscut. Només hi ha una diferència entre les dues còpies. La versió egípcia (enregistrada en una placa d'argent) manifesta que va ser el rei hitita qui va demanar la pau. A la còpia hitita, diu que va ser Ramsès II que va enviar emissaris. A Boghazköi també se n'ha trobat una versió escrita sobre una tauleta d'argila. Una rèplica del tractat de Cadeix, es troba a l'entrada de la sala del Consell de Seguretat de les Nacions Unides, a Nova York.

## El tractat
Després de la guerra, va seguir una etapa d'equilibri inestable entre ambdues potències, amb els hitites estenent la seva influència per gairebé totes les zones de Síria, inclosa Cadeix, malgrat l'autoproclamat triomf de Ramsés. La correspondència entre les reines Puduhepa i Nefertari, ambdues amb ascendent sobre els seus esposos, va dur Hattusil a redactar un acord a Hattusas, que va enviar a la ciutat egípcia de Tanis, on els escribes de Ramsés el van revisar.
Després de la signatura, un exemplar va ser dipositat als peus de Ra i gravat als temples de Ra i Amon de Karnak, una vegada transcrit a l'egipci. Una altra còpia va ser dipositada al temple de Teshub a Hattusas.
El Tractat de Cadeix té diverses clàusules:
- És indefinit: Mira, pel que fa a la relació del gran rei, el rei del país d'Egipte, i del gran rei, el rei del país hitita, des de l'eternitat el déu no permet, per causa d'un tractat etern, que l'enemistat existeixi entre ells.
- Assegura les fronteres que hi havia de facto, amb això, Ramsés renuncia a Cadeix, Amurru, la vall de l'Eleuteros i totes les terres circumdants el riu Orontes i els seus tributaris, reconeixent així el triomf de Hatti: Reamasesa, mai-Amana, el gran rei, el rei del país d'Egipte, no pot atacar mai el país hitita per a apoderar-se per una banda (d'aquest país). Hattusili, el gran rei, el rei del país hitita, no pot atacar mai el país d'Egipte per a apoderar-se per una banda (d'aquest país).
- Es convé la mútua ajuda: Si un enemic estranger marxa contra el país hitita i si Hattusili, el rei del país hitita, m'envia aquest missatge: «Veuen en la meva ajuda contra ell», Reamasesa, mai-Amana, el gran rei, el rei del país egipci, ha d'enviar les seves tropes i els seus carros a matar a aquest enemic i a donar satisfacció al país hitita. Si un estranger marxa contra el país d'Egipte i si Reamasesa, el gran rei, el rei del país d'Egipte, el teu germà, envia a Hattusili, el rei del país hitita, el seu germà, el missatge següent: «Veuen en la meva ajuda contra ell», llavors Hattusili, rei del país hitita, ha d'enviar les seves tropes i els seus carros i matar el meu enemic.
- Segueix amb un conveni d'extradició: Si un home fuig del país hitita, o dues persones, i si fugen del país hitita, i si venen al país d'Egipte, i si un noble fuig del país hitita o d'una ciutat i fugen del país hitita per a anar al país d'Egipte, llavors Reamasesa ha de fer-los dur al seu germà. Mira, el fill del país hitita i els fills del país d'Egipte estan en pau. Si unes persones fugen del país d'Egipte per a anar al país hitita, llavors Hattusili, el gran rei, el rei del país hitita, ha de fer-los dur al seu germà. Mira, *Hattusili el gran rei, el rei del país hitita, i Reamasesa, mai-Amana, el gran rei, el rei del país d'Egipte, el teu germà, estan en pau.

L'escrit acaba amb una sèrie d'invocacions als déus i de malediccions a qui incompleixi l'acordat, juntament amb tota classe de bons desitjos per a tots mentre estigui en vigor. El trencar-lo equivalia a violar la llei divina, ja que estava sota l'advocació dels déus.

## Conseqüències
El pacte va ser respectat, i a partir d'aleshores hi va haver una gran activitat comercial entre ambdós països: consta la visita d'arquitectes egipcis a la cort hitita i la venda de ferro a Egipte, que va sortir així de l'edat del bronze. Més tard, el 1256 aC corresponent a l'any 34 del regnat de Ramsés, el faraó i el rei hitita van consolidar el Tractat mitjançant llaços de sang: la filla de Hattusil va ser enviada a Egipte com esposa de Ramsés, que la va fer Gran Esposa Real amb el nom de Maat-Hor-Nefru-Re. A partir de Cadeix, Egipte i l'Imperi Hitita van romandre en pau durant aproximadament cent i deu anys, fins que el 1190 aC l'Imperi Hitita va ser completament destruït pels Pobles del Mar.